# Raymonde Guerbe

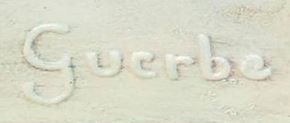
Signatur Raymonde Guerbe

Raymonde Fernande Marie Guerbe (* 21. April 1894 in Paris, Frankreich; † 10. Februar 1995 in Fontenay-lés-Briis) war eine französische Bildhauerin des Art déco. Sie verwendete auch den Künstlernamen Andreé Guerval.

## Leben
Raymonde Guerbe war 1919 eine Schülerin an der Pariser Tanzschule der Tänzerin und Choreografin Isadora Duncan und deren Bruder Raymond Duncan, wo sie an zahlreichen Vorstellungen teilnahm.
Als Bildhauerin arbeitete Guerbe mit vielfältigen Materialien, darunter Bronze, Keramik, Elfenbein und Terracotta. Auf dem Salon d’Automne zeigte sie ihre Arbeiten von 1923 bis 1927 sowie in den Jahren 1934, 1936 und 1938. 1923 stellte sie aus Ebenholz gefertigte Figuren bretonischer Frauen und eine Steinskulptur aus. Im Folgejahr zeigte sie eine Porträtbüste und eine polierte Statuette eines jungen Mädchens aus Kupfer. 1925 präsentierte sie Flachreliefe mit den Titeln La roue (französisch Das Rad) und Aurore (Aurora). Viele ihrer Arbeiten aus Bronze wurden von den Pariser Gießereien Susse Frères, Edmond Etling, Max Le Verrier und Les Neveux de Jules Lehmann umgesetzt. Sie war auch als Malerin tätig.
Guerbe war verheiratet mit dem Bildhauer Pierre Le Faguays. Sie stand Modell für seine Skulpturen, so unter anderem für eine Büste aus Terracotta, die er auf dem Salon d’Automne 1926 zeigte. Er malte außerdem ein Porträt von ihr, das 1931 auf dem Salon d’Automne ausstellt wurde. Das Paar blieb kinderlos. Arbeiten mit ihren Signaturen Raymonde Guerbe und ihrem Künstlernamen Andrée Guerval werden fälschlicherweise häufig ihrem Ehemann zugeschrieben.

## Werke (Auswahl)
- Espana, Fächertänzerin als Leuchtobjekt, um 1920
- Femme au clairon portant un bouclier à l'antique, 1930
- Danseuse au tambourin
- Danseuse à la boule
- Femme nue aux fleurs
- Bouquet
- Jeune femme nue assise
- Nu féminin agenouillé se mettant des roses dans les cheveux, 1924
- Wasserträgerin, 1925
- Une seule femme nue